# Берон, Карстен
Карстен Берон (нем. Karsten Bäron; род. 24 апреля 1973, Берлин) — немецкий футболист, играл на позиции форварда; тренер.
После результативно проведённого сезона в центральной зоне Северо-Восточной Оберлиги за команду «Герта Целендорф» в 1992 году был приглашён в команду Бундеслиги «Гамбург». Дебютировал в высшем немецком дивизионе 26 сентября 1992 года в гостевом матче против «Ваттеншайда», первый гол забил 23 октября 1992 года в домашнем матче против «Шальке 04» (1:2). В сезоне 1992/93 стал лучшим бомбардиром своей новой команды с 8 мячами. В следующем сезоне забил 13 мячей. Однако дальнейшему прогрессу помешали травмы (полностью пропустил два сезона — 1997/98 и 1998/99, перенёся 8 операций на колене), из-за которых он вынужден был рано завершить карьеру футболиста.
Всего в Бундеслиге забил 39 мячей. В розыгрышах Кубка Германии забил 5 голов в 8 матчах. В 1992—1996 годах выступал за молодёжную сборную страны (16 матчей, 3 гола). В 1996 году клуб по итогам чемпионата, в котором занял 5-е место, получил право на выступление в розыгрыше Кубка УЕФА 1996/97, где прошёл «Селтик» (2:0, 2:0) и «Спартак» (3:0, 2:2), уступив «Монако» (0:3, 0:2) — Берон забил три гола в пяти матчах (два «Селтику» и один «Спартаку»). В Кубке Интертото забил один гол в двух матчах.
Руководством «Баварии» в лице Ули Хёнесса приглашался в мюнхенский клуб, но «Гамбург» смог предложить приемлемые условия, и переход не состоялся. Высшим достижением «Гамбурга» в период выступления в нём Берона был выход в квалификацию (а затем и в основной турнир) Лиги чемпионов по итогам немецкого сезона 1999/2000, в котором «Гамбург» занял 3-е место в чемпионате.
По окончании игровой карьеры тренировал команду «Гамбурга», участвовавшую в региональной лиге и вторую команду клуба — «Гамбург II».
Женат. Две дочери — спортсменки спортивного клуба «Потсдам».